# Giovanni Canestri

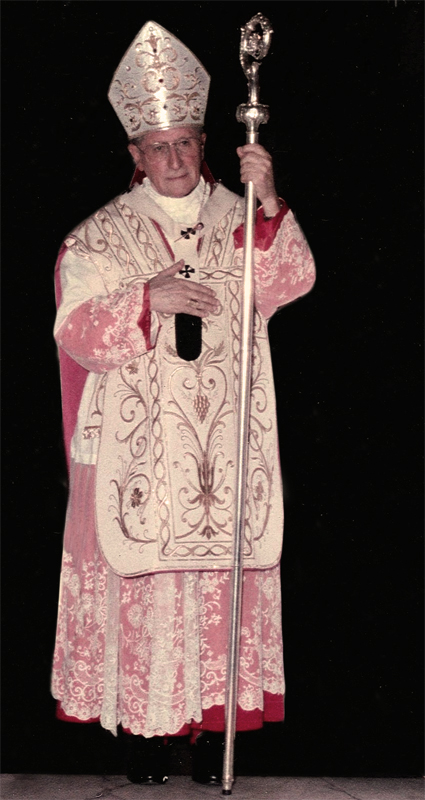
Giovanni Kardinal Canestri im Bischofsornat

Wappen von Giovanni Kardinal Canestri

Giovanni Kardinal Canestri (* 30. September 1918 in Castelspina, Provinz Alessandria, Italien; † 29. April 2015 in Rom) war ein italienischer Geistlicher und Erzbischof von Genua.

## Leben
Giovanni Canestri studierte an verschiedenen Hochschulen Roms die Fächer Philosophie, Katholische Theologie und Rechtswissenschaften. Er wurde sowohl in Kanonischem Recht als auch in Zivilrecht promoviert und empfing am 12. April 1941 durch Monsignore Luigi Traglia in der Basilika von San Giovanni in Laterano in Rom das Sakrament der Priesterweihe. Während der Kriegsjahre war er Kaplan in Armenvierteln am Stadtrand Roms. Danach war er Pfarrer und Direktor am Lateran. Anschließend arbeitete er als Seelsorger und Hochschullehrer in verschiedenen Einrichtungen Roms. Von 1959 bis 1961 betreute er als Spiritual die Priesteramtskandidaten des Päpstlichen Römischen Priesterseminars.
Am 8. Juli 1961 ernannte ihn Papst Johannes XXIII. zum Titularbischof von Tenedus und bestellte ihn als Auxiliarbischof im Bistum Rom. Die Bischofsweihe empfing Giovanni Canestri am 31. Juli desselben Jahres durch Luigi Kardinal Traglia, der ihn auch schon zum Priester geweiht hatte; Mitkonsekratoren waren Erzbischof Ettore Cunial, Vizegerent von Rom, und Bischof Petrus Canisius Jean van Lierde OSA, Päpstlicher Sakristan und Generalvikar Seiner Heiligkeit für die Vatikanstadt. Canestri war wesentlich beteiligt an der Organisation und Durchführung des Zweiten Vatikanischen Konzils, insbesondere in den Generalkongregationen zu Fragen der Ökumene und Religionsfreiheit.
1971 übernahm er als Bischof die Leitung des Bistums Tortona. 1975 wurde er Titularerzbischof von Forum Clodii und Vicegerente di Roma. 1984 ernannte ihn Papst Johannes Paul II. zum Erzbischof von Cagliari und am 6. Juli 1987 zum Erzbischof des Erzbistums Genua-Bobbio, das 1989 nach Abtrennung des Bistumsteiles Bobbio wieder in Erzbistum Genua umbenannt wurde.
Am 28. Juni 1988 wurde Canestri als Kardinalpriester mit der Titelkirche Sant’Andrea della Valle in das Kardinalskollegium aufgenommen. Die Leitung des Erzbistums Genua legte Giovanni Kardinal Canestri am 20. April 1995 aus Altersgründen nieder. Als über 80-jähriger Kardinal nahm er nicht an den Konklaven 2005 und 2013 teil. Kardinal Canestri starb 2015 mit 96 Jahren und wurde in der Kathedrale von Genua beigesetzt.
Auch sein Bruder Carlo Canestri (1920–2004) war ein katholischer Geistlicher. Er war von 1983 bis 1998 Generalvikar des Bistums Alessandria.